# Водники (Ивано-Франковская область)
Водники (укр. Водники) — село в Дубовецкой сельской общине Ивано-Франковского района Ивано-Франковской области Украины.
Население по переписи 2001 года составляло 502 человека. Занимает площадь 9,21 км². Почтовый индекс — 77172. Телефонный код — 03431.